# Alfonso Obregón
Alfonso Obregón Inclán (Ciudad de México, México, 29 de julio de 1960), más conocido como Alfonso Obregón, es un artista mexicano. Además es actor de teatro, radio y actor de doblaje, y ha sido director de doblaje de múltiples producciones. Trabajó como director de doblaje en Audiomaster 3000, empresa de doblaje de Televisa. En radio ha sido director de escena de la versión radiofónica del programa Planeta funbec, de FUNBEC, La fundación de los niños. Su tono de voz es parecido al del fallecido actor mexicano Carlos Íñigo. Es el sobrino de Lili Inclán y Raúl "Chato" Padilla. Además es primo de Raúl «Chóforo» Padilla.

## Trayectoria
Uno de sus papeles más conocidos como actor es darle voz al ogro Shrek, en la película del mismo nombre y en secuelas posteriores. Los años 1990 fueron un momento de gran apogeo para Obregón al trabajar en series icónicas de la década dando voz a personajes principales como Fox Mulder en Los expedientes secretos X, a Jerry Seinfeld en Seinfeld, a Billy Cranston en Mighty Morphin Power Rangers, a Ren Höek en Ren y Stimpy. También conocido por dar voz a Bob en ReBoot, a Kakashi Hatake en Naruto. la voz recurrente de Bugs Bunny. en series y películas, a Marty en Madagascar y a la princesa Grumosa de Hora de aventura.
Alfonso Obregón Inclán también es un dramaturgo y actor de teatro, en 2017 produjo, actuó y dirigió "De Confesiones y Confusiones" texto en donde retoma los personajes de la Comedia del Arte, compartiendo escena con jóvenes actores como Roberto Salguero, Eduardo Paoli y Ariadna Sanjuan.

## Controversias

### Acusaciones de abuso sexual
El 10 de agosto de 2024, la Fiscalía General de Justicia de la Ciudad de México anunció que Obregón fue detenido por el presunto caso de abuso sexual hacia una alumna, pero finalmente el 23 de agosto del 2024, dos semanas después de su arresto, se declaró inocente y fue puesto en libertad por parte de la fiscalía al no encontrar ninguna evidencia en su contra de la acusación.